# Hernandia hammelii
Hernandia hammelii är en tvåhjärtbladig växtart som beskrevs av W.G. D'arcy. Hernandia hammelii ingår i släktet Hernandia och familjen Hernandiaceae. Inga underarter finns listade i Catalogue of Life.